# Actinote melampeplos
Actinote melampeplos ist ein Schmetterling aus der Familie der Edelfalter (Nymphalidae). Die Art ist aus Costa Rica, Panama, Ecuador und Kolumbien bekannt. Da sie sowohl im August als auch im Dezember und März auftritt, wird davon ausgegangen, dass sie in mehreren Generationen pro Jahr (multivoltin) fliegt. Ihre Nahrungspflanzen sind noch unbekannt.

## Merkmale
Die männlichen Falter haben eine Flügelspannweite von 27 bis 30 Millimetern. Die Weibchen hingegen sind etwas größer und messen zwischen 33 und 38 Millimeter. Das vordere Flügelpaar ist dunkel gefärbt mit einem markanten gelblichen Band sowie einem gleichfarbigen dreieckähnlichen Fleck. Beim Weibchen ist die Färbung ausgeprägter. Der dreieckige Fleck erstreckt sich vom Ansatz des Flügels bis kurz vor den Rand des Diskalregion, ist aber am Flügelvorderrand wie auch am Innenrand durch einen dunkleren Bereich begrenzt. Im Inneren des Fleckes verläuft eine auffällige bräunliche Ader, die sich im distalen Drittel teilt. Das zweite Band reicht wiederum, bis auf kleine Ränder über die gesamte Flügelbreite, beginnt postmedian und reicht bis vor den Beginn der Flügelspitze (subapikal). Die Hinterflügel sind bis auf die dunkle Submarginalregion und die den Flügel durchziehenden schwarzen Adern bei den Männchen hellorange, und bei den Weibchen gelblich orange. Die Unterseite ist bei beiden Flügelpaaren etwas schwächer getönt, weist aber die gleiche Musterung auf.